# Saison 2017-2018 de l'Atlético de Madrid
Maillots
Chronologie
Saison précédente Saison suivante
La saison 2017-2018 est la 87e saison de l'Atlético de Madrid depuis sa fondation en 1903 et la 81e saison du club en Liga, la meilleure ligue espagnole de football. L'Atlético évolue en Liga, Coupe du Roi, Ligue des Champions et en Ligue Europa. C'est la première saison que les joueurs de l'Atlético vont jouer à Wanda Metropolitano.

## Effectif de la saison
Le premier tableau liste l'effectif professionnel de l'Atlético de Madrid pour la saison 2017-2018. Le second recense les prêts effectués par le club lors de cette même saison.

### Joueurs prêtés
Le tableau suivant liste les joueurs de l'Atlético en prêt pour la saison 2017-2018.
| Joueurs prêtés |                    |      |                |                         |
| N°             | Joueurs            | Nat. | Poste          | Club en prêt            |
| —              | Diogo Jota         |      | Attaquant      | Wolverhampton Wanderers |
| —              | Bernard Mensah     |      | Milieu         | Kasımpaşa SK            |
| —              | Emiliano Velázquez |      | Défenseur      | Rayo Vallecano          |
| —              | André Moreira      |      | Gardien de but | Belenenses              |
| 17             | Luciano Vietto     |      | Attaquant      | Valence CF              |
| —              | Caio Henrique      |      | Défenseur      | Paraná Clube            |

## Transferts
| N°                        | Joueur              | Nat. | Poste          | Transfert         | Période         | Provenance/Destination   | Division             |
| ------------------------- | ------------------- | ---- | -------------- | ----------------- | --------------- | ------------------------ | -------------------- |
| Arrivées                  |                     |      |                |                   |                 |                          |                      |
| —                         | Guilherme Siqueira  |      | Défenseur      | Retour de Prêt    | Mercato d'été   | Valence CF               | La Liga              |
| —                         | Matías Kranevitter  |      | Milieu         | Retour de Prêt    | Mercato d'été   | FC Séville               | La Liga              |
| —                         | Théo Hernandez      |      | Défenseur      | Retour de Prêt    | Mercato d'été   | Deportivo Alavés         | La Liga              |
| —                         | Javier Manquillo    |      | Défenseur      | Retour de Prêt    | Mercato d'été   | Sunderland               | Championship         |
| 25                        | Axel Werner         |      | Gardien de but | Retour de Prêt    | Mercato d'été   | Boca Juniors             | Primera División     |
| 18                        | Rafael Santos Borré |      | Attaquant      | Retour de Prêt    | Mercato d'été   | Villarreal CF            | La Liga              |
| —                         | Bernard Mensah      |      | Milieu         | Retour de Prêt    | Mercato d'été   | Vitória de Guimarães     | Primeira Liga        |
| —                         | Emiliano Velázquez  |      | Défenseur      | Retour de Prêt    | Mercato d'été   | SC Braga                 | Primeira Liga        |
| 17                        | Luciano Vietto      |      | Attaquant      | Retour de Prêt    | Mercato d'été   | FC Séville               | La Liga              |
| —                         | Diogo Jota          |      | Attaquant      | Retour de Prêt    | Mercato d'été   | FC Porto                 | Primeira Liga        |
| —                         | Amath Ndiaye        |      | Attaquant      | Retour de Prêt    | Mercato d'été   | CD Tenerife              | La Liga 2            |
| —                         | Vitolo              |      | Attaquant      | Transfert (36 M€) | Mercato d'été   | FC Séville               | La Liga              |
| 18                        | Diego Costa         |      | Attaquant      | Transfert (65 M€) | Mercato d'hiver | Chelsea                  | Premier League       |
| 23                        | Vitolo              |      | Attaquant      | Retour de Prêt    | Mercato d'hiver | UD Las Palmas            | La Liga 2            |
| —                         | André Moreira       |      | Gardien de but | Retour de Prêt    | Mercato d'hiver | SC Braga                 | Primeira Liga        |
| Dépenses totales : 101 M€ |                     |      |                |                   |                 |                          |                      |
| Départs                   |                     |      |                |                   |                 |                          |                      |
| —                         | Théo Hernandez      |      | Défenseur      | Transfert (30 M€) | Mercato d'été   | Real Madrid CF           | La Liga              |
| —                         | Javier Manquillo    |      | Défenseur      | Transfert (5 M€)  | Mercato d'été   | Newcastle United         | Premier League       |
| 18                        | Rafael Santos Borré |      | Attaquant      | Montant Inconnu   | Mercato d'été   | River Plate              | Primera División     |
| 23                        | Matías Kranevitter  |      | Milieu         | Montant Inconnu   | Mercato d'été   | Zénith Saint-Pétersbourg | Premier League Russe |
| 33                        | Amath Ndiaye        |      | Attaquant      | Montant Inconnu   | Mercato d'été   | Getafe CF                | La Liga              |
| —                         | Vitolo              |      | Attaquant      | Prêt              | Mercato d'été   | UD Las Palmas            | La Liga 2            |
| —                         | André Moreira       |      | Gardien de but | Prêt              | Mercato d'été   | SC Braga                 | Primeira Liga        |
| —                         | Diogo Jota          |      | Attaquant      | Prêt              | Mercato d'été   | Wolverhampton Wanderers  | Championship         |
| —                         | Bernard Mensah      |      | Milieu         | Prêt              | Mercato d'été   | Kasımpaşa SK             | Ptt 1. Lig           |
| —                         | Emiliano Velázquez  |      | Défenseur      | Prêt              | Mercato d'été   | Rayo Vallecano           | La Liga 2            |
| 17                        | Alessio Cerci       |      | Milieu         | Fin de contrat    | Mercato d'été   | Hellas Vérone            | Série A              |
| 5                         | Tiago Mendes        |      | Milieu         | Retraite          | Mercato d'été   | -                        | -                    |
| —                         | Guilherme Siqueira  |      | Défenseur      | Retraite          | Mercato d'été   | -                        | -                    |
| 12                        | Augusto Fernández   |      | Milieu         | Montant Inconnu   | Mercato d'hiver | Beijing Renhe FC         | Chinese Super League |
| 10                        | Yannick Carrasco    |      | Milieu         | Montant Inconnu   | Mercato d'hiver | Dalian Yifang            | Chinese Super League |
| 22                        | Nicolás Gaitán      |      | Milieu         | Montant Inconnu   | Mercato d'hiver | Dalian Yifang            | Chinese Super League |
| 1                         | Miguel Ángel Moyà   |      | Gardien de but | Libre             | Mercato d'hiver | Real Sociedad            | La Liga              |
| —                         | André Moreira       |      | Gardien de but | Prêt              | Mercato d'hiver | Belenenses               | Primeira Liga        |
| 17                        | Luciano Vietto      |      | Attaquant      | Prêt              | Mercato d'hiver | Valence CF               | La Liga              |
| —                         | Caio Henrique       |      | Défenseur      | Prêt              | Mercato d'hiver | Paraná Clube             | Brasileiro Serie B   |
| Recettes totales : 35 M€  |                     |      |                |                   |                 |                          |                      |

## Maillots
Équipementier: Nike / Sponsor: Plus500

### Maillots des joueurs sur le terrain
|  | Domicile · (2017-2018) | Domicile (alt.) · (2017-2018) | Extérieur · (2017-2018) | Extérieur (alt.) · (2017-2018) | Third · (2017-2018) |

### Maillots des Gardiens de but
|  | Gardien de but 1 · (2017-2018) | Gardien de but 2 · (2017-2018) | Gardien de but 3 · (2017-2018) |

## Compétitions
| La Liga            | Copa Del Rey                                         | Ligue des Champions | Ligue Europa                                      |
| ------------------ | ---------------------------------------------------- | ------------------- | ------------------------------------------------- |
| 2e place 79 points | Quarts de Finale contre FC Séville (1 - 2) - (3 - 1) | Phase des Groupes   | Vainqueur contre l'Olympique de Marseille (0 - 3) |
| 23V 10N 5D         | 3V 1N 2D                                             | 1V 4N 1D            | 7V 1N 1D                                          |
| TOTAL : 34V 16N 9D |                                                      |                     |                                                   |

### La Liga

#### Classement
| Rang | Équipe                   | Pts | J  | G  | N  | P  | Bp | Bc | Diff |
| ---- | ------------------------ | --- | -- | -- | -- | -- | -- | -- | ---- |
| 1    | FC Barcelone C           | 93  | 38 | 28 | 9  | 1  | 99 | 29 | +70  |
| 2    | Atlético de Madrid C3    | 79  | 38 | 23 | 10 | 5  | 58 | 22 | +36  |
| 3    | Real Madrid T C1 SU S MC | 76  | 38 | 22 | 10 | 6  | 94 | 44 | +50  |
| 4    | Valence CF               | 73  | 38 | 22 | 7  | 9  | 65 | 38 | +27  |
| 5    | Villarreal CF            | 61  | 38 | 18 | 7  | 13 | 57 | 50 | +7   |
| 6    | Betis Séville            | 60  | 38 | 18 | 6  | 14 | 60 | 61 | -1   |
| 7    | Séville FC               | 58  | 38 | 17 | 7  | 14 | 49 | 58 | -9   |
| 8    | Getafe CF P              | 55  | 38 | 15 | 10 | 13 | 42 | 33 | +9   |
| 9    | SD Eibar                 | 51  | 38 | 14 | 9  | 15 | 44 | 50 | -6   |
| 10   | Girona FC P              | 51  | 38 | 14 | 9  | 15 | 50 | 59 | -9   |
| 11   | Espanyol Barcelone       | 49  | 38 | 12 | 13 | 13 | 36 | 42 | -6   |
| 12   | Real Sociedad            | 49  | 38 | 14 | 7  | 17 | 66 | 59 | +7   |
| 13   | Celta Vigo               | 49  | 38 | 13 | 10 | 15 | 59 | 60 | -1   |
| 14   | Deportivo Alavés         | 47  | 38 | 15 | 2  | 21 | 40 | 50 | -10  |
| 15   | Levante UD P             | 46  | 38 | 11 | 13 | 14 | 44 | 58 | -14  |
| 16   | Athletic Bilbao          | 43  | 38 | 10 | 13 | 15 | 41 | 49 | -8   |
| 17   | CD Leganés               | 43  | 38 | 12 | 7  | 19 | 34 | 51 | -17  |
| 18   | Deportivo La Corogne     | 29  | 38 | 6  | 11 | 21 | 38 | 76 | -38  |
| 19   | UD Las Palmas            | 22  | 38 | 5  | 7  | 26 | 24 | 74 | -50  |
| 20   | Málaga CF                | 20  | 38 | 5  | 5  | 28 | 24 | 61 | -37  |

#### Évolution du classement et des résultats
| Journée  | 1  | 2  | 3  | 4  | 5  | 6  | 7  | 8  | 9  | 10 | 11 | 12 | 13 | 14 | 15 | 16 | 17 | 18 | 19 | 20 | 21 | 22 | 23 | 24 | 25 | 26 | 27 | 28 | 29 | 30 | 31 | 32 | 33 | 34 | 35 | 36 | 37 | 38 |
| -------- | -- | -- | -- | -- | -- | -- | -- | -- | -- | -- | -- | -- | -- | -- | -- | -- | -- | -- | -- | -- | -- | -- | -- | -- | -- | -- | -- | -- | -- | -- | -- | -- | -- | -- | -- | -- | -- | -- |
| Résultat | N  | V  | N  | V  | V  | V  | N  | N  | V  | N  | V  | N  | V  | V  | V  | V  | D  | V  | V  | N  | V  | V  | V  | V  | V  | V  | D  | V  | D  | V  | N  | V  | D  | N  | V  | D  | V  | N  |
| Rang     | 8e | 4e | 6e | 5e | 3e | 2e | 4e | 4e | 4e | 4e | 4e | 4e | 3e | 3e | 3e | 2e | 2e | 2e | 2e | 2e | 2e | 2e | 2e | 2e | 2e | 2e | 2e | 2e | 2e | 2e | 2e | 2e | 2e | 2e | 2e | 2e | 2e | 2e |

#### Championnat
| Détails des Matchs en championnat |       |                               |                      |                              |       |                                                      |                                                                                      |                                  |        |         |
| Date                              | Heure | Journée                       | Adversaire           | Lieu                         | Score | Buteurs                                              | Cartons                                                                              | Arbitre                          | Public | Rapport |
| Samedi 19 août 2017               | 20h15 | 1re journée                   | Girona FC            | Stade municipal de Montilivi | 2 - 2 | Correa 78e · Giménez 85e                             | Carrasco 28e · Saúl 50e · Hernandez 61e · Griezmann 67e, 67e                         | Juan Martínez Munuera            | 11 511 | 1       |
| Samedi 26 août 2017               | 22h15 | 2e journée                    | UD Las Palmas        | Stade de Grande Canarie      | 1 - 5 | Correa 3e · Carrasco 5e · Koke 62e 75e · Partey 88e  | Vietto 39e                                                                           | Ignacio Iglesias                 | 20 310 | 2       |
| Samedi 9 septembre 2017           | 16h15 | 3e journée                    | Valence CF           | Stade de Mestalla            | 0 - 0 |                                                      |                                                                                      | José Luis González               | 43 859 | 3       |
| Samedi 16 septembre 2017          | 20h45 | 4e journée                    | Málaga CF            | Wanda Metropolitano          | 1 - 0 | Griezmann 61e                                        | Carrasco 64e · Juanfran 76e                                                          | José María Sánchez               | 63 114 | 4       |
| Mercredi 20 septembre 2017        | 19h00 | 5e journée                    | Athletic Bilbao      | Stade San Mamés              | 1 - 2 | Correa 55e · Carrasco 73e                            | Partey 25e · Filipe Luís 39e                                                         | Xavier Estrada Fernández         | 43 381 | 5       |
| Samedi 23 septembre 2017          | 13h00 | 6e journée                    | FC Séville           | Wanda Metropolitano          | 2 - 0 | Carrasco 46e · Griezmann 69e                         | Gabi 28e · Carrasco 47e · Vrsaljko 67e · Correa 76e                                  | Juan Martínez Munuera            | 60 823 | 6       |
| Samedi 30 septembre 2017          | 20h45 | 7e journée                    | CD Leganés           | Stade municipal de Butarque  | 0 - 0 |                                                      | Vrsaljko 89e                                                                         | Jesús Gil Manzano                | 11 454 | 7       |
| Dimanche 15 octobre 2017          | 20h45 | 8e journée                    | FC Barcelone         | Wanda Metropolitano          | 1 - 1 | Saúl 21e                                             | Gabi 14e · Saúl 90+2e · Griezmann 90+3e                                              | Antonio Mateu Lahoz              | 11 454 | 8       |
| Dimanche 22 octobre 2017          | 16h15 | 9e journée                    | Celta Vigo           | Stade Balaídos               | 0 - 1 | Gameiro 28e                                          | Savić 16e · Saúl 41e · Gabi 57e · Juanfran 89e · Partey 90+3e                        | José Luis Munuera Montero        | 12 978 | 9       |
| Samedi 28 octobre 2017            | 18h30 | 10e journée                   | Villarreal CF        | Wanda Metropolitano          | 1 - 1 | Correa 61e                                           |                                                                                      | Alberto Undiano Mallenco         | 61 421 | 10      |
| Samedi 4 novembre 2017            | 16h15 | 11e journée                   | Deportivo La Corogne | Stade de Riazor              | 0 - 1 | Partey 90+1e                                         | Griezmann 9e · Savić 21e                                                             | Alfonso Álvarez Izquierdo        | 22 733 | 11      |
| Samedi 18 novembre 2017           | 20h45 | 12e journée (Derby madrilène) | Real Madrid          | Wanda Metropolitano          | 0 - 0 |                                                      | Savić 34e · Saúl 63e · Koke 70e · Juanfran 77e · Hernandez 82e · Godín 89e           | David Fernández Borbalán         | 66 496 | 12      |
| Samedi 25 novembre 2017           | 20h45 | 13e journée                   | Levante UD           | Stade Ciutat de València     | 0 - 5 | Róber 5e (csc) · Gameiro 29e 59e · Griezmann 65e 68e | Savić 34e · Saúl 63e · Koke 90+2e                                                    | Daniel Trujillo Suárez           | 21 549 | 13      |
| Samedi 2 décembre 2017            | 16h15 | 14e journée                   | Real Sociedad        | Wanda Metropolitano          | 2 - 1 | Filipe Luís 63e · Griezmann 88e                      | Godín 40e                                                                            | Santiago Jaime Latre             | 57 394 | 14      |
| Dimanche 10 décembre 2017         | 16h15 | 15e journée                   | Real Betis           | Stade Benito-Villamarín      | 0 - 1 | Saúl 29e                                             | Correa 14e · Godín 51e · Filipe Luís 59e                                             | Alejandro Hernández Hernández    | 57 394 | 15      |
| Dimanche 17 décembre 2017         | 20h45 | 16e journée                   | Deportivo Alavés     | Wanda Metropolitano          | 1 - 0 | Torres 74e                                           | Partey 18e · Savić 34e · Godín 67e                                                   | Jesús Gil Manzano                | 49 937 | 16      |
| Vendredi 22 décembre 2017         | 21h35 | 17e journée                   | RCD Espanyol         | RCDE Stadium                 | 1 - 0 |                                                      | Saúl 51e · Koke 73e · Gabi 83e · Vrsaljko 89e · Fernández 90+4e                      | Jesús Gil Manzano                | 19 327 | 17      |
| Samedi 6 janvier 2018             | 13h00 | 18e journée                   | Getafe CF            | Wanda Metropolitano          | 2 - 0 | Correa 18e · Costa 68e                               | Vrsaljko 14e · Hernandez 24e · Gabi 30e · Griezmann 44e · Savić 45e · Costa 62e, 68e | José Luis Munuera Montero        | 47 023 | 18      |
| Samedi 13 janvier 2018            | 18h30 | 19e journée                   | SD Eibar             | Stade municipal d'Ipurua     | 0 - 1 | Gameiro 27e                                          | Godín 73e                                                                            | Antonio Mateu Lahoz              | 6 186  | 19      |
| Dimanche 21 janvier 2018          | 16h15 | 20e journée                   | Girona FC            | Wanda Metropolitano          | 1 - 1 | Griezmann 34e                                        | Partey 45e · Vrsaljko 66e · Giménez 82e · Oblak 90e                                  | Ricardo de Burgos Bengoetxea     | 55 076 | 20      |
| Dimanche 28 janvier 2018          | 16h15 | 21e journée                   | UD Las Palmas        | Wanda Metropolitano          | 3 - 0 | Griezmann 61e · Torres 73e · Partey 88e              | Saúl 82e                                                                             | Álvarez Izquierdo                | 55 363 | 21      |
| Dimanche 4 février 2018           | 20h45 | 22e journée                   | Valence CF           | Wanda Metropolitano          | 1 - 0 | Correa 59e                                           | Gabi 74e                                                                             | Iglesias Villanueva              | 49 596 | 22      |
| Samedi 10 février 2018            | 20h45 | 23e journée                   | Málaga CF            | Stade de La Rosaleda         | 0 - 1 | Griezmann 1re                                        | Saúl 41e · Vrsaljko 67e                                                              | José María Sánchez Martínez      | 25 482 | 23      |
| Dimanche 18 février 2018          | 16h15 | 24e journée                   | Athletic Bilbao      | Wanda Metropolitano          | 2 - 0 | Gameiro 67e · Costa 80e                              | Correa 17e · Costa 36e · Filipe Luís 62e                                             | González González                | 60 022 | 24      |
| Dimanche 25 février 2018          | 20h45 | 25e journée                   | FC Séville           | Stade Ramón Sánchez Pizjuán  | 2 - 5 | Costa 29e · Griezmann 42e 51e (pen.) 81e · Koke 65e  | Costa 28e · Giménez 47e · Saúl 90+1e                                                 | Juan Martínez Munuera            | 37 884 | 25      |
| Mercredi 28 février 2018          | 21h30 | 26e journée                   | CD Leganés           | Wanda Metropolitano          | 4 - 0 | Griezmann 26e 35e 56e 67e                            | Griezmann 69e                                                                        | Xavier Estrada Fernández         | 35 033 | 26      |
| Dimanche 4 mars 2018              | 16h15 | 27e journée                   | FC Barcelone         | Camp Nou                     | 1 - 0 |                                                      | Vrsaljko 31e · Giménez 57e                                                           | Jesús Gil Manzano                | 90 356 | 27      |
| Dimanche 11 mars 2018             | 16h15 | 28e journée                   | Celta Vigo           | Wanda Metropolitano          | 3 - 0 | Griezmann 44e · Vitolo 56e · Correa 63e              | Saúl 48e                                                                             | Javier Alberola Rojas            | 55 076 | 28      |
| Dimanche 18 mars 2018             | 18h30 | 29e journée                   | Villarreal CF        | Stade de la Cerámica         | 2 - 1 | Griezmann 20e (pen.)                                 | Griezmann 15e · Giménez 61e · Costa 90+3e · Vitolo 90+3e                             | David Fernández Borbalán         | 19 385 | 29      |
| Dimanche 1er avril 2018           | 20h45 | 30e journée                   | Deportivo La Corogne | Wanda Metropolitano          | 0 - 1 | Gameiro 34e (pen.)                                   | Carlos Isaac 28e · Costa 69e                                                         | Daniel Trujillo Suárez           |        | 30      |
| Dimanche 8 avril 2018             | 16h15 | 31e journée (Derby madrilène) | Real Madrid          | Stade Santiago-Bernabéu      | 1 - 1 | Griezmann 57e                                        | Vitolo 17e · Partey 34e · Hernandez 89e                                              | Xavier Estrada Fernández         | 78 769 | 31      |
| Samedi 15 avril 2018              | 16h15 | 32e journée                   | Levante UD           | Wanda Metropolitano          | 3 - 0 | Correa 33e · Griezmann 48e · Torres 77e              | Hernandez 29e · Griezmann 41e                                                        | Jesús Gil Manzano                | 58 043 | 32      |
| Mardi 18 avril 2018               | 19h30 | 33e journée                   | Real Sociedad        | Stade d'Anoeta               | 3 - 0 |                                                      |                                                                                      | Javier Alberola Rojas            | 21 404 | 33      |
| Samedi 22 avril 2018              | 20h45 | 34e journée                   | Real Betis           | Wanda Metropolitano          | 0 - 0 |                                                      | Gabi 90+2e · Giménez 90+2e                                                           | Juan Martínez Munuera            | 54 594 | 34      |
| Samedi 29 avril 2018              | 16h15 | 35e journée                   | Deportivo Alavés     | Stade de Mendizorrotza       | 0 - 1 | Gameiro 78e (pen.)                                   | Hernandez 34e · Costa 45e · Gabi 68e · Torres 90+1e · Correa 90+5e, 90+5e            | David Fernández Borbalán         | 19 944 | 35      |
| Dimanche 6 mai 2018               | 16h15 | 36e journée                   | RCD Espanyol         | Wanda Metropolitano          | 0 - 2 |                                                      | Giménez 90+1e                                                                        | José Luis Munuera Montero        | 49 834 | 36      |
| Samedi 12 mai 2018                | 18h30 | 37e journée                   | Getafe CF            | Coliseum Alfonso Pérez       | 0 - 1 | Koke 8e                                              | Godín 36e · Partey 49e                                                               | Javier Alberola Rojas            | 12 187 | 37      |
| Dimanche 20 mai 2018              | 18h30 | 38e journée                   | SD Eibar             | Wanda Metropolitano          | 2 - 2 | Torres 42e 60e                                       | Hernandez 6e, 63e · Filipe Luís 22e · Torres 61e · Costa 71e · Savić 83e             | Alfonso Javier Álvarez Izquierdo | 63 229 | 38      |

### Ligue des Champions

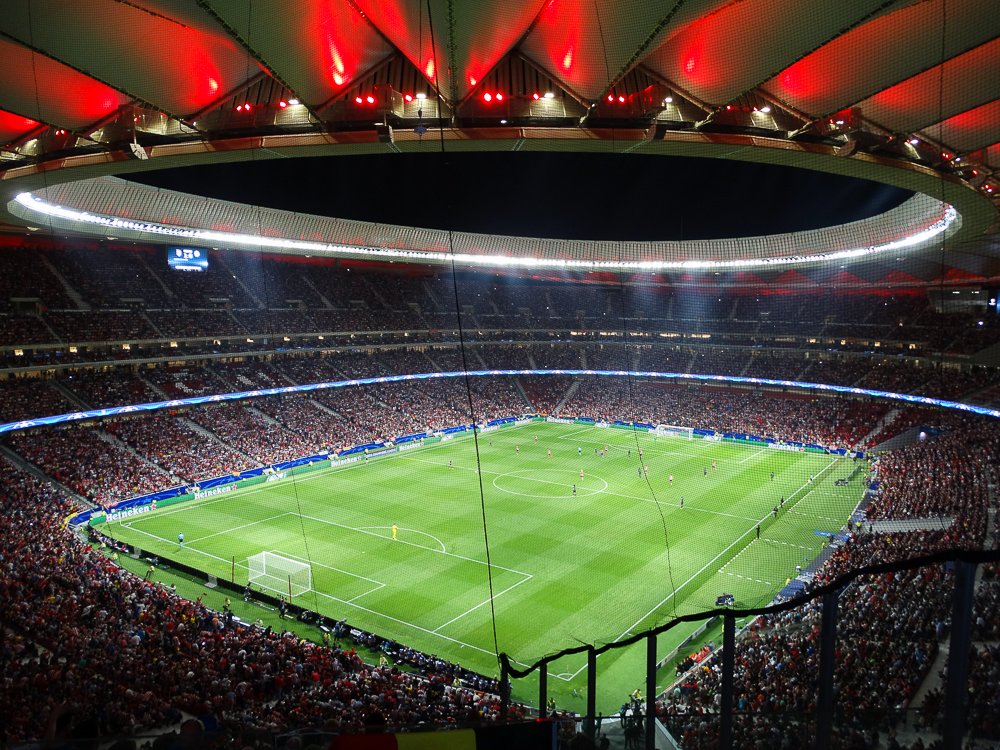
Le premier match européen de l'Atlético dans le Wanda Metropolitano durant le 27 septembre 2017

#### Phase des Groupes
| Rang | Équipe          | Pts | J | G | N | P | Bp | Bc | Diff |  | Résultats (▼ dom., ► ext.) |     |     |     |     |
| ---- | --------------- | --- | - | - | - | - | -- | -- | ---- |  | -------------------------- | --- | --- | --- | --- |
| 1    | AS Rome         | 11  | 6 | 3 | 2 | 1 | 9  | 6  | +3   |  | AS Rome                    |     | 3-0 | 0-0 | 1-0 |
| 2    | Chelsea FC      | 11  | 6 | 3 | 2 | 1 | 16 | 8  | +8   |  | Chelsea FC                 | 3-3 |     | 1-1 | 6-0 |
| 3    | Atlético Madrid | 7   | 6 | 1 | 4 | 1 | 5  | 4  | +1   |  | Atlético Madrid            | 2-0 | 1-2 |     | 1-1 |
| 4    | Qarabağ FK      | 2   | 6 | 0 | 2 | 4 | 2  | 14 | -12  |  | Qarabağ FK                 | 1-2 | 0-4 | 0-0 |     |

## Statistiques

### Statistiques collectives
| Compétition         | Premier Match     | Dernier Match   | Début            | Termine          | Matches joués | Gagnés | Nuls | Perdus | Buts pour | Buts contre | Différence |
| ------------------- | ----------------- | --------------- | ---------------- | ---------------- | ------------- | ------ | ---- | ------ | --------- | ----------- | ---------- |
| La Liga             | 19 août 2017      | 20 mai 2018     | 1re journée      | 38e journée      | 38            | 23     | 10   | 5      | 58        | 22          | +36        |
| Copa Del Rey        | 25 octobre 2017   | 23 janvier 2018 | 32e Finale       | Quart de Finale  | 6             | 3      | 1    | 2      | 13        | 6           | +7         |
| Ligue des Champions | 12 septembre 2017 | 5 décembre 2017 | Phase de Groupes | Phase de Groupes | 6             | 1      | 4    | 1      | 5         | 4           | +1         |
| Ligue Europa        | 15 février 2018   | 16 mai 2018     | 32e Finale       | Vainqueur        | 9             | 7      | 1    | 1      | 20        | 3           | +17        |
| Total               | -                 | -               | -                | -                | 59            | 34     | 16   | 9      | 96        | 35          | +61        |

### Statistiques individuelles

#### Discipline
Inclut uniquement les matches officiels. La liste est classée par numéro de maillot lorsque le total des cartons est égal.
| R     | No.   | Nat   | Position       | Joueurs                   | La Liga | La Liga      | Copa del Rey | Copa del Rey | Ligue des Champions | Ligue des Champions | Ligue Europa | Ligue Europa | Total  | Total        |
| R     | No.   | Nat   | Position       | Joueurs                   | Averti  | Carton rouge | Averti       | Carton rouge | Averti              | Carton rouge        | Averti       | Carton rouge | Averti | Carton rouge |
| 1     | 8     |       | Milieu         | Saúl                      | 9       | 0            | 2            | 0            | 0                   | 0                   | 3            | 0            | 14     | 0            |
| 2     | 16    |       | Défenseur      | Šime Vrsaljko             | 8       | 0            | 0            | 0            | 0                   | 0                   | 3            | 0            | 11     | 0            |
| 3     | 14    |       | Milieu         | Gabi                      | 8       | 0            | 1            | 0            | 0                   | 0                   | 1            | 0            | 10     | 0            |
| 3     | 19    |       | Défenseur      | Lucas Hernández           | 8       | 0            | 0            | 0            | 1                   | 0                   | 1            | 0            | 10     | 0            |
| 5     | 15    |       | Défenseur      | Stefan Savić              | 6       | 0            | 0            | 0            | 2                   | 1                   | 1            | 0            | 9      | 1            |
| 6     | 7     |       | Attaquant      | Antoine Griezmann         | 7       | 1            | 0            | 0            | 1                   | 0                   | 0            | 0            | 8      | 1            |
| 7     | 5     |       | Milieu         | Thomas Partey             | 6       | 0            | 0            | 0            | 1                   | 0                   | 0            | 0            | 7      | 0            |
| 7     | 11    |       | Attaquant      | Ángel Correa              | 4       | 1            | 1            | 0            | 0                   | 0                   | 2            | 0            | 7      | 1            |
| 7     | 19    |       | Attaquant      | Diego Costa               | 6       | 1            | 0            | 0            | 0                   | 0                   | 1            | 0            | 7      | 1            |
| 7     | 24    |       | Défenseur      | José María Giménez        | 6       | 0            | 1            | 0            | 0                   | 0                   | 0            | 0            | 7      | 0            |
| 11    | 2     |       | Défenseur      | Diego Godín               | 6       | 0            | 0            | 0            | 0                   | 0                   | 0            | 0            | 6      | 0            |
| 12    | 3     |       | Défenseur      | Filipe Luís               | 4       | 0            | 0            | 0            | 1                   | 0                   | 0            | 0            | 5      | 0            |
| 12    | 9     |       | Attaquant      | Fernando Torres           | 2       | 0            | 1            | 0            | 1                   | 0                   | 1            | 0            | 5      | 0            |
| 14    | 6     |       | Milieu         | Koke                      | 3       | 0            | 0            | 0            | 0                   | 0                   | 1            | 0            | 4      | 0            |
| 14    | 10    |       | Milieu         | Yannick Ferreira Carrasco | 3       | 0            | 1            | 0            | 0                   | 0                   | 0            | 0            | 4      | 0            |
| 16    | 20    |       | Défenseur      | Juanfran                  | 3       | 0            | 0            | 0            | 0                   | 0                   | 0            | 0            | 3      | 0            |
| 17    | 13    |       | Gardien de but | Jan Oblak                 | 1       | 0            | 0            | 0            | 0                   | 0                   | 1            | 0            | 2      | 0            |
| 18    | 12    |       | Milieu         | Augusto Fernández         | 1       | 0            | 0            | 0            | 0                   | 0                   | 0            | 0            | 1      | 0            |
| 18    | 17    |       | Attaquant      | Luciano Vietto            | 1       | 0            | 0            | 0            | 0                   | 0                   | 0            | 0            | 1      | 0            |
| 18    | 23    |       | Attaquant      | Vitolo                    | 1       | 1            | 0            | 0            | 0                   | 0                   | 0            | 0            | 1      | 1            |
| 18    | 45    |       | Défenseur      | Carlos Isaac 1            | 1       | 0            | 0            | 0            | 0                   | 0                   | 0            | 0            | 1      | 0            |
| TOTAL | TOTAL | TOTAL | TOTAL          | TOTAL                     | 95      | 5            | 7            | 0            | 7                   | 1                   | 15           | 1            | 124    | 7            |

1joueurs issues de l'équipe réserve - Atlético Madrid B.

#### Buteurs
Inclut uniquement les matches officiels. La liste est classée par numéro de maillot lorsque le total de but est égal.
| R.          | N.          | Nat.        | Pos.        | Joueurs            | La Liga | Copa del Rey | Ligue des Champions | Ligue Europa | Total |
| ----------- | ----------- | ----------- | ----------- | ------------------ | ------- | ------------ | ------------------- | ------------ | ----- |
| 1           | 7           |             | Attaquant   | Antoine Griezmann  | 19      | 2            | 2                   | 6            | 29    |
| 2           | 21          |             | Attaquant   | Kevin Gameiro      | 7       | 1            | 1                   | 2            | 11    |
| 3           | 9           |             | Attaquant   | Fernando Torres    | 5       | 3            | 0                   | 2            | 10    |
| 4           | 11          |             | Attaquant   | Ángel Correa       | 8       | 0            | 0                   | 1            | 9     |
| 5           | 18          |             | Attaquant   | Diego Costa        | 3       | 2            | 0                   | 2            | 7     |
| 6           | 6           |             | Milieu      | Koke               | 4       | 0            | 0                   | 2            | 6     |
| 6           | 8           |             | Milieu      | Saúl Ñíguez        | 2       | 0            | 1                   | 3            | 6     |
| 8           | 5           |             | Milieu      | Thomas Partey      | 3       | 1            | 1                   | 0            | 5     |
| 9           | 10          |             | Milieu      | Yannick Carrasco   | 3       | 1            | 0                   | 0            | 4     |
| 10          | 23          |             | Attaquant   | Vitolo             | 1       | 1            | 0                   | 1            | 3     |
| 11          | 24          |             | Défenseur   | José María Giménez | 1       | 1            | 0                   | 0            | 2     |
| 12          | 2           |             | Défenseur   | Diego Godín        | 0       | 1            | 0                   | 0            | 1     |
| 12          | 3           |             | Défenseur   | Filipe Luís        | 0       | 0            | 0                   | 1            | 1     |
| 12          | 14          |             | Milieu      | Gabi               | 1       | 0            | 0                   | 1            | 1     |
| Autres buts | Autres buts | Autres buts | Autres buts | Autres buts        | 1       | 0            | 0                   | 0            | 1     |
| TOTALS      | TOTALS      | TOTALS      | TOTALS      | TOTALS             | 58      | 13           | 5                   | 20           | 96    |

#### Clean Sheets
| R.     | No.    | Pos.   | Joueurs           | Matchs Joués | Clean Sheets % | La Liga  | Copa del Rey | Ligue des Champions | Ligue Europa | Total |
| ------ | ------ | ------ | ----------------- | ------------ | -------------- | -------- | ------------ | ------------------- | ------------ | ----- |
| 1      | 13     | GB     | Jan Oblak         | 49           | 57%            | 22 (60%) | 0 (0%)       | 2 (40%)             | 4 (66%)      | 28    |
| 2      | 1      | GB     | Miguel Ángel Moyà | 7            | 43%            | 0 (0%)   | 3 (50%)      | 0 (0%)              | 0 (0%)       | 3     |
| 3      | 25     | GB     | Axel Werner       | 3            | 66%            | 1 (100%) | 0 (0%)       | 0 (0%)              | 1 (50%)      | 2     |
| TOTALS | TOTALS | TOTALS | TOTALS            | 59           | 56%            | 23 (61%) | 3 (50%)      | 2 (40%)             | 5 (55%)      | 33    |